# 艾瑞絲·愛普菲爾
艾瑞絲·愛普菲爾（英語：Iris Apfel，1921年8月29日—2024年3月1日），娘家姓貝瑞爾（Barrel），是一名美國實業家、室內設計師及時裝指標。

## 早年生活
愛普菲爾出生於美國紐約州皇后區阿斯托里亞，是家中的獨生女。其雙親皆為猶太人，父親塞繆爾·貝瑞爾（Samuel Barrel）在家族玻璃鏡片事業底下工作，母親塞黛（Sadye）出生俄羅斯，曾經營一間時裝店。
她曾在紐約大學學習美术史，也曾進入威斯康辛大學的藝術學校就讀。

## 職業生涯

### 時尚界
畢業後，愛普菲爾任職於貿易雜誌社《女裝日報》，同時擔任時尚插畫家羅伯特·古德曼（Robert Goodman）的助理。在為古德曼工作的期間，她認識了室內設計師埃利諾·強森（Elinor Johnson）並開始為他工作。
1948年2月22日，愛普菲爾與卡爾·愛普菲爾（Carl Apfel，1914年8月4日－2015年8月1日）結婚。兩年後，夫妻倆共同成立一家紡織公司舊世界織布工坊（Old World Weavers），專門仿製古董紡織品。直到1992年兩人退休後，才將公司賣給美國品牌史塔克地毯（Stark Carpet）。在1950至1992年間，愛普菲爾曾執行過幾項織品修復計畫，包含為杜魯門、艾森豪、甘迺迪、詹森、尼克森、福特、卡特、雷根、柯林頓等九位總統任內的白宮做室內裝飾設計。隨著公司的業務拓展至國際，夫妻兩人遊遍歐洲、非洲、中東、印度及亞洲等國，愛普菲爾便愛上了非西方的手工訂製服飾。之後，她也時常穿著從異國訂製的服飾出席如葛麗泰·嘉寶、雅詩·蘭黛等客戶的上流社會聚會。
2016年，愛普菲爾出演法國汽車製造商雪鐵龍的DS 3廣告，並擔任澳洲品牌Blue Illusion的時尚大使。2016年3月，愛普菲爾宣布與新創科技公司WiseWear合作，設計推出一系列的智能珠寶。

### 博物館回顧展
2005年9月13日，紐約大都會藝術博物館服裝研究館部展出有關其時尚風格的《時尚珍寶：艾瑞絲·愛普菲爾》（Rara Avis: The Irreverent Iris Apfel）展覽。這場由斯特凡·赫伊-陶納（Stéphane Houy-Towner）策劃的展覽大受歡迎，隨後，她的收藏品展覽也開始在佛羅里達州西棕榈滩的诺顿艺术博物馆、紐約州羅斯林港的納蘇郡美術館，以及马萨诸塞州塞勒姆的皮博迪埃塞克斯博物館展覽。

### 學術界
2012年，90歲的愛普菲爾在德克薩斯州大學奧斯汀分校擔任客座教授。
2013年，愛普菲爾獲《衛報》選為50位「五十歲以上最佳著衣者」之一。

### 紀錄片
愛普菲爾主演由導演艾伯特·梅索斯執導的紀錄片《時尚天后的繽紛人生》（Iris）。這部片於2014年10月的紐約影展首映，隨後，木蘭影業公司在2015年取得美國地區的院線發行權。
愛普菲爾也曾出演2017年上映的電視紀錄片《如果你不在讣告里，就吃早餐吧》（If You're Not In the Obit, Eat Breakfast）。